# Григорьев, Игорь Андреевич
Игорь Андреевич Григо́рьев (1 января 1944, Ярославль, РСФСР, СССР — 17 июня 2017, Москва, Россия) — советский и российский режиссёр документального кино. Заслуженный деятель искусств Российской Федерации (1996).

## Биография
Родился 1 января 1944 года в Ярославле. В 1970 окончил ВГИК, мастерская Романа Лазаревича Кармена. Стажировался у Михаила Ильича Ромма. С 1971 года на ЦСДФ. Удостоен призов МКФ в Кортина-д’Ампеццо, Тампере, Неоне, Будапеште, Москве, Риге. Директор — художественный руководитель государственного предприятия «Киновидеостудия „Риск“». С 1981 года секретарь правления Союза кинематографистов СССР. Являлся доцентом кафедры неигрового фильма ВГИКа, руководителем мастерской.
Умер в 2017 году. Урна с прахом захоронена в колумбарии на Ваганьковском кладбище.

## Награды и премии
- Ленинская премия (1980) — за участие в создании киноэпопеи «Великая Отечественная» (фильмы «На Восток» и «Последнее сражение»).
- Заслуженный деятель искусств Российской Федерации (30 августа 1996) — за заслуги в области искусства[2].
- Национальная премия «Лавровая ветвь» в области неигрового кино и телевидения (номинация «Лучший полнометражный неигровой фильм на киноплёнке», 2001) — за фильм «Цветы времен оккупации».
- Орден Почёта (14 ноября 2005) — за заслуги в области культуры и искусства, многолетнюю плодотворную деятельность[3].
- Премия Правительства Российской Федерации в области культуры (23 января 2008) — за создание цикла из 3-х фильмов о деревне XX века «Кому живётся весело, вольготно на Руси?»[4].
- Премия ФСБ России (номинация «Телевизионные и радиопрограммы», поощрительный диплом, 2007) — за документальный фильм «Заслон».

## Фильмография
- 1968 — Мастер Василий Большухин
- 1972 — Праздники революции
- 1972 — Возвращённая песня
- 1973 — Новаторы
- 1974 — Начало биографии
- 1974 — Двое на льду
- 1975 — Право на доверие
- 1975 — Поединок
- 1975 — «Открывая мир» (совместно с Александром Новогрудским, Соломоном Зениным и Михаилом Роммом)
- 1976 — Тридцатилетние
- 1979 — Великая Отечественная
- 1980 — Костёр по четвергам
- 1981 — Верность земле
- 1981 — Всего дороже
- 1983 — Как Феникс из пепла. СССР. 1945—1950
- 1985 — Маньчжурия. Август 1945-го
- 1986 — Под одной крышей
- 1986 — Роман Кармен, которого мы знаем и не знаем (документальный)
- 1989 — Отдайте мне реку
- 1992 — Евангелие от Сатаны
- 1993 — С царём и без царя
- 1993 — Василий Подшибякин и «резервация пришельцев»
- 1994 — Нам не нужна Ваша жизнь
- 1994 — На золотом крыльце сидели…
- 1995 — Россия в войне. Кровь на снегу
- 1996 — Несгораемый город
- 1997 — Москва будущего
- 2000 — Цветы времён оккупации (4 серии)
- 2002 — Похождение Иосифа — сына сапожника (3 серии)
- 2003 — Кому нужны каналы?
- 2003 — От моря до моря
- 2004 — Кто заказал Котовского? (документальный)
- 2005 — Кому живётся весело, вольготно на Руси? (3 фильма)
- 2005 — Предельно допустимая доза
- 2005 — Пули для Петлюры (документальный)
- 2006 — Заслон
- 2006 — Острова. Роман Кармен
- 2007 — Денис Мацуев — возвращение к пианисту
- 2007 — Кулаки 21-го века
- 2008 — Несгибаемый Денисыч
- 2008 — Двое упрямцев и пропавший бомбардировщик (документальный)
- 2009 — Расслоение
- 2010 — Заслон-2
- 2011 — Илья Гутман. Человек войны и мира
- 2011 — Партизанские дети
- 2012 — В село приехало настоящее кино
- 2012 — Война на территории кино
- 2013 — Дом военных. Ускользая из стальных объятий (документальный)
- 2015 — Судьба на киноплёнке Михаила Посельского (документальный)
- 2016 — Битва титанов. Ватутин против Манштейна
- 2017 — Рокоссовский. Человек и памятник (незакончен)
- 2017 — Праздники революции (незакончен)